# 2011年匈牙利示威
2011年匈牙利示威是民眾針對2010年匈牙利議會選舉後由議會多數派政提出的新憲法而進行示威，該憲法於2012年1月1日生效。
新憲法不但受到反對黨的抵制，亦受到公眾的反對。批評者認為，此舉有助於加強執政黨的權力。
布達佩斯發生過兩次大規模示威，一次發生在3月17日，而另一次發生在12月30日。在這些場合，示威者高叫口號，譴責總理奧班·維克多及其政府的「獨裁統治」。示威也呼籲政府維護宗教自由並反對統一徵收16%的所得稅。